# Disastro di Kaprun
Il disastro di Kaprun (in tedesco: Brandkatastrophe der Kaprun) fu un incidente provocato da un incendio verificatosi nel tunnel della funicolare 2 sul Kitzsteinhorn, in Austria.
L'incidente provocò 155 morti.

## Antefatto
Gletscherbahn Kaprun 2 era il nome del people mover-funicolare che dal comune salisburghese di Kaprun conduceva presso il ghiacciaio del monte Kitzsteinhorn (Alti Tauri). Aperto nel 1974 e rinnovato nel 1993, il tracciato ferroviario era lungo 3 900 metri (di cui 3 300 in una galleria) con uno scartamento di 946 mm. I veicoli attraversavano la galleria alla velocità di 25 km/h con un'inclinazione di 30°.
La tratta era a binario unico, ma le vetture potevano sorpassarsi a metà strada grazie ad una sezione apposita a doppio binario.

## Il disastro
Alle 9 (UTC+1) dell'11 novembre 2000, una vettura con a bordo 161 passeggeri e un addetto iniziò la salita verso il monte. Poco dopo la partenza il termoventilatore della vettura, posto nella coda del treno, prese fuoco a causa di un malfunzionamento che ne aveva provocato il surriscaldamento. In poco tempo le fiamme raggiunsero il fluido idraulico del sistema frenante, bloccando il treno dentro la galleria ad una profondità di 600 metri. La perdita di fluido causò a sua volta una perdita di pressione che rese impossibile l'apertura automatica delle porte dei quattro vagoni del treno. Il macchinista, resosi conto dell'incendio, contattò il centro di controllo e tentò invano di aprire le porte automatiche. Il fuoco tuttavia distrusse il cavo che attraversava il tracciato ferroviario, causando un totale blackout nel resort soprastante e lungo la ferrovia.
Quando i passeggeri si resero conto dell'incendio tentarono di distruggere i vetri (in metacrilato e pertanto progettati appositamente per resistere agli impatti); solo dodici di loro, nella parte terminale del treno, riuscirono nell'impresa, fuggendo lungo il tracciato del treno. La maggior parte degli altri occupanti del treno perse conoscenza, ma il macchinista riuscì ad attivare l'apertura manuale delle porte, consentendo la fuga ai passeggeri rimasti coscienti. Il tunnel si trasformò rapidamente in un altoforno, investendo i passeggeri in fuga con fumi tossici e asfissiandoli. Anche il conduttore e l'unico passeggero del secondo treno in discesa morirono asfissiati nel tunnel.
Il fumo e le fiamme continuarono a salire, raggiungendo il rifugio posto a stazione di testa del people mover e allertando due dipendenti che, dopo aver avvertito impiegati ed ospiti, fuggirono da una porta di emergenza. L'apertura di quella porta favorì una più rapida invasione del rifugio da parte del fumo. Quattro persone rimasero intrappolate e solamente una di queste fu salvata dai vigili del fuoco sopraggiunti nel frattempo.

## Vittime
Delle 155 vittime, 150 erano passeggeri del treno che stava salendo verso il monte, mentre 2 erano passeggeri del treno in discesa e gli ultimi 3 erano rimasti intrappolati nel rifugio.
Tra le vittime figura la diciannovenne Sandra Schmitt, campionessa di sci acrobatico.
| Nazionalità | Morti |
| ----------- | ----- |
| Austria     | 92    |
| Germania    | 37    |
| Giappone    | 10    |
| Stati Uniti | 8     |
| Slovenia    | 4     |
| Paesi Bassi | 2     |
| Regno Unito | 1     |
| Rep. Ceca   | 1     |
| Totale      | 155   |